# Cereus trigonodendron
Cereus trigonodendron är en kaktusväxtart som beskrevs av Karl Moritz Schumann och Vaupel. Cereus trigonodendron ingår i släktet Cereus och familjen kaktusväxter. Inga underarter finns listade i Catalogue of Life.